# ワシーリー・ワシリエフ
ワシーリー・エフィモヴィッチ・ワシリエフ（ロシア語: Василий Ефимович Васильев、1897年 - 1981年）は、ソビエト連邦の軍人。中将。モルドバ人。

## 経歴
労働者出身。ロシア帝国軍の下士官。
1918年から全連邦共産党（ボリシェヴィキ）党員。1928年、M.V.フルンゼ名称軍事アカデミー基本学部を卒業。
- 1928年～1931年 - 第4トルケスタン狙撃連隊長
- 1931年～1933年 - 駐アフガニスタン駐在武官
- 1933年9月 - 中央アジア軍管区情報科長。1938年2月に逮捕
- 1943年9月 - 釈放
- 1944年 - 第66狙撃師団副師団長
- 1944年～1945年 - 第138狙撃師団長
- 1945年～1946年 - 第50狙撃師団長
- 1946年～1948年 - 第27機械化師団長
- 1948年～1952年 - 第73狙撃軍団長
- 1952年～1960年 - 沿カルパチア軍管区司令官補佐官